# Earl Hamner Jr.
Earl Henry Hamner Jr. (Schuyler, 10 de julho de 1923 - Los Angeles, 24 de março de 2016) foi um escritor e produtor de televisão norte-americano.
Ele ficou conhecido por seu trabalho nas décadas de 1970 e 1980 como o criador de duas séries de TV de longa duração, The Waltons e Falcon Crest. 
Como romancista, ele é mais conhecido por Spencer's Mountain, que foi inspirado em sua própria infância e serviu de base tanto para o filme de mesmo nome quanto para a série The Waltons, na qual foi o narrador.

## Biografia
Hamner nasceu em 10 de julho de 1923, em Schuyler, Virgínia, filho de Doris Marion (nascida Giannini) e Earl Henry Hamner Sr. 
O mais velho de oito filhos, Hamner tinha quatro irmãos e três irmãs. Os outros meninos, do mais novo ao mais velho, eram James Edmund, Willard Harold, Paul Louis e Clifton Anderson. As meninas, da mais nova à mais velha, eram Nancy Alice, Audrey Jane e Marion Lee.
A família materna de Hamner, os "Gianninis", eram imigrantes que partiram de Lucca, Itália, no século XVIII.
Até a década de 1900, os Hamners eram produtores de tabaco, perto de James River,  mudarando para Schuyler, localizada nas encostas orientais das Montanhas Blue Ridge.
Schuyler era uma cidade com a economia baseada na mineração de pedra-sabão e foi duramente atingida pela Grande Depressão, quando a única empresa que explorava a atividade fechou todas as suas minas. 
O pai de Hamner, que trabalhou com mineração desde o nascimento do filho mais velho até o fechamento da empresa, só conseguiu encontrar trabalho como maquinista na fábrica da DuPont, em Waynesboro, a cerca de 48 quilômetros de distância. Devido à distância entre casa e trabalho, Earl Sr. morava em uma pensão durante a semana e viajava de volta para Schuyler e sua família no fim de semana. Ele tomava um ônibus de Waynesboro para Charlottesville, tendo que caminhar dez quilômetros até a casa da família. Sua caminhada sob à neve, na véspera de Natal de 1933, foi a inspiração para o romance de 1970 The Homecoming, que se tornou um especial de Natal e transformada na série The Waltons, em 1971.  
Durante os anos de infância de Earl, a família (exceto Earl Sr.) frequentava uma pequena igreja conhecida como Igreja Batista Schuyler.Em abril de 2014, a igreja prestou uma homenagem a Earl.
Hamner estava no segundo ano com uma bolsa de estudos na Universidade de Richmond quando foi convocado para o Exército, durante a Segunda Guerra Mundial.
Ele foi treinado primeiro para desarmar minas terrestres e depois transferido para o Corpo de Intendentes porque sabia datilografar. Serviu na França após a invasão da Normandia. Posteriormente frequentou a Northwestern University e se formou na Universidade de Cincinnati, com um diploma em comunicações de transmissão.

## Carreira
Em 1954, Hamner escreveu "Hit and Run", um episódio do drama jurídico Justice. Ele reprisou o tema no episódio de 1964 You Drive, de The Twilight Zone .
No início dos anos 1960, Hamner contribuiu com oito episódios para a série de ficção científica The Twilight Zone. Sua primeira aceitação de roteiro para a série foi sua grande pausa para escrever em Hollywood. Ele também escreveu ou co-escreveu oito episódios da série animal da CBS Gentle Ben (1967-1969) e quatro episódios do seriado Nanny and the Professor (1970).
Ele também criou Apple's Way (1974–1975) e Boone (1983–1984). Hamner usou nomes de família para intitular seus projetos: Spencer (Spencer's Mountain) é o nome de solteira de sua avó paterna, Susan Henry Spencer Hamner. The Waltons deriva de seu avô paterno Walter Clifton Hamner e bisavô Walter Leland Hamner. 

## Morte
Hamner morreu em Los Angeles, Califórnia, de câncer de bexiga, em 24 de março de 2016, aos 92 anos.

## Lista de obras
Romances
- Fifty Roads to Town (1953)
- Spencer´s Mountain (1961)
- You Can't Get There from Here (1965)
- The Homecoming: A Novel About Spencer's Mountain (1970)
- Lassie: A Christmas Story (1997; co-escrito com Don Sipes, história infantil com ilustrações de Kevin Burke)
- Murder in Tinseltown (2000; co-escrito com Don Sipes)

- The Avocado Drive Zoo (um livro de memórias) (1999)
- Good Night, John Boy (2002; considerações sobre a série de TV The Waltons )
- Mulheres generosas (2006; coleção de memórias)

Roteiros
- Fim de semana de Palm Springs (1963) [7]
- Teia de Charlotte (1973)

Séries
- - Highway (1954)
  - Episódios de The Twilight Zone :
    - "The Hunt" (1962)
    - "A_Piano_in_the_House" (1962)
    - "Jess-Belle" (1963)
    - "Ring-a-Ding Girl" (1963)
    - "You Drive" (1964)
    - "Black Leather Jackets" (1964)
    - "Stopover in a Quiet Town" (1964)
    - "The Bewitchin' Pool" (1964)

  - Heidi (1968)
  - Appalachian Autumn (1969)
  - Aesop's Fables (1971)
  - The Homecoming: A Christmas Story (1971; for CBS)
  - Where the Lilies Bloom (1974)
  - The Gift of Love: A Christmas Story (1983)